# Wilhelm Merton

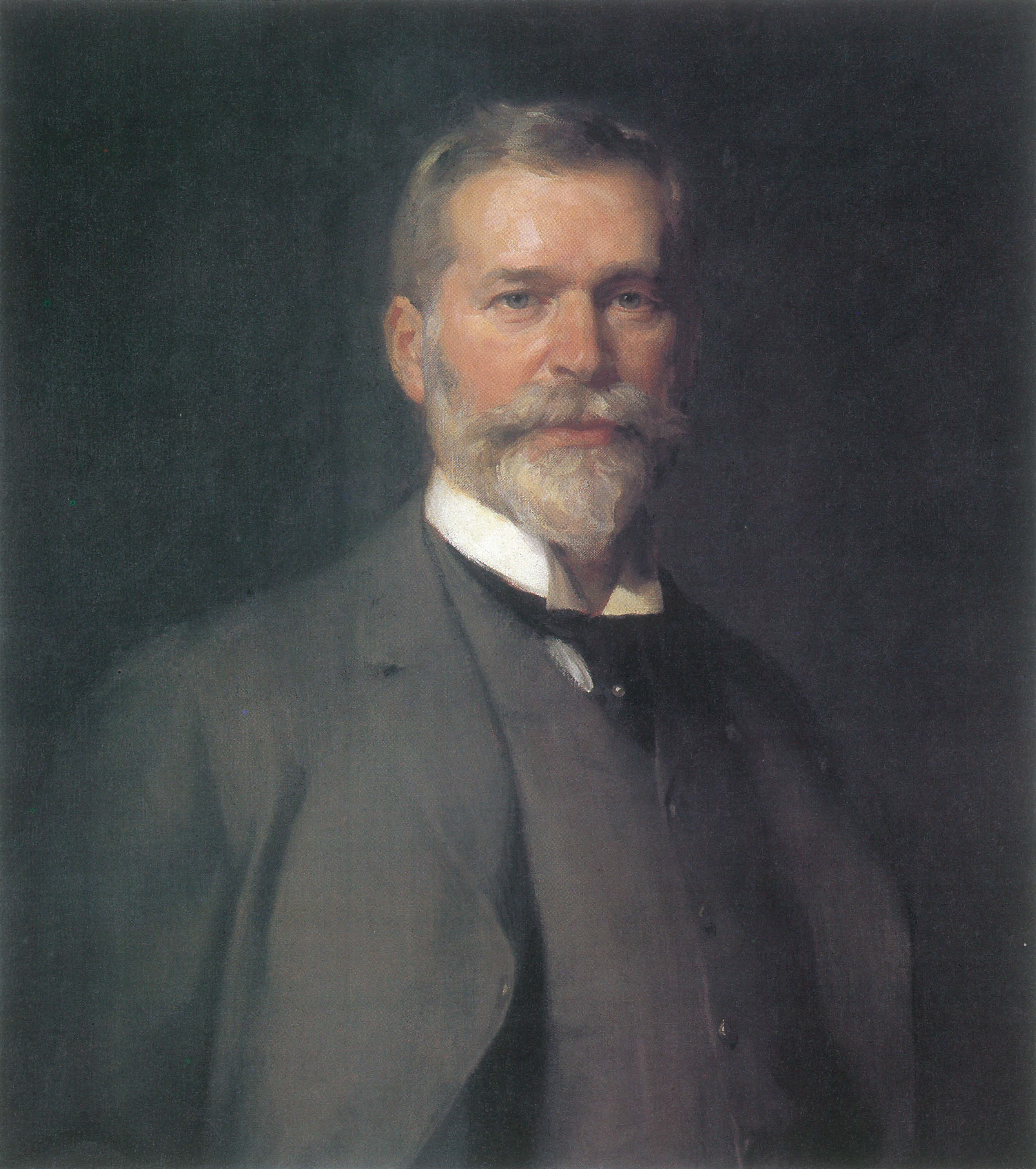
Wilhelm Merton

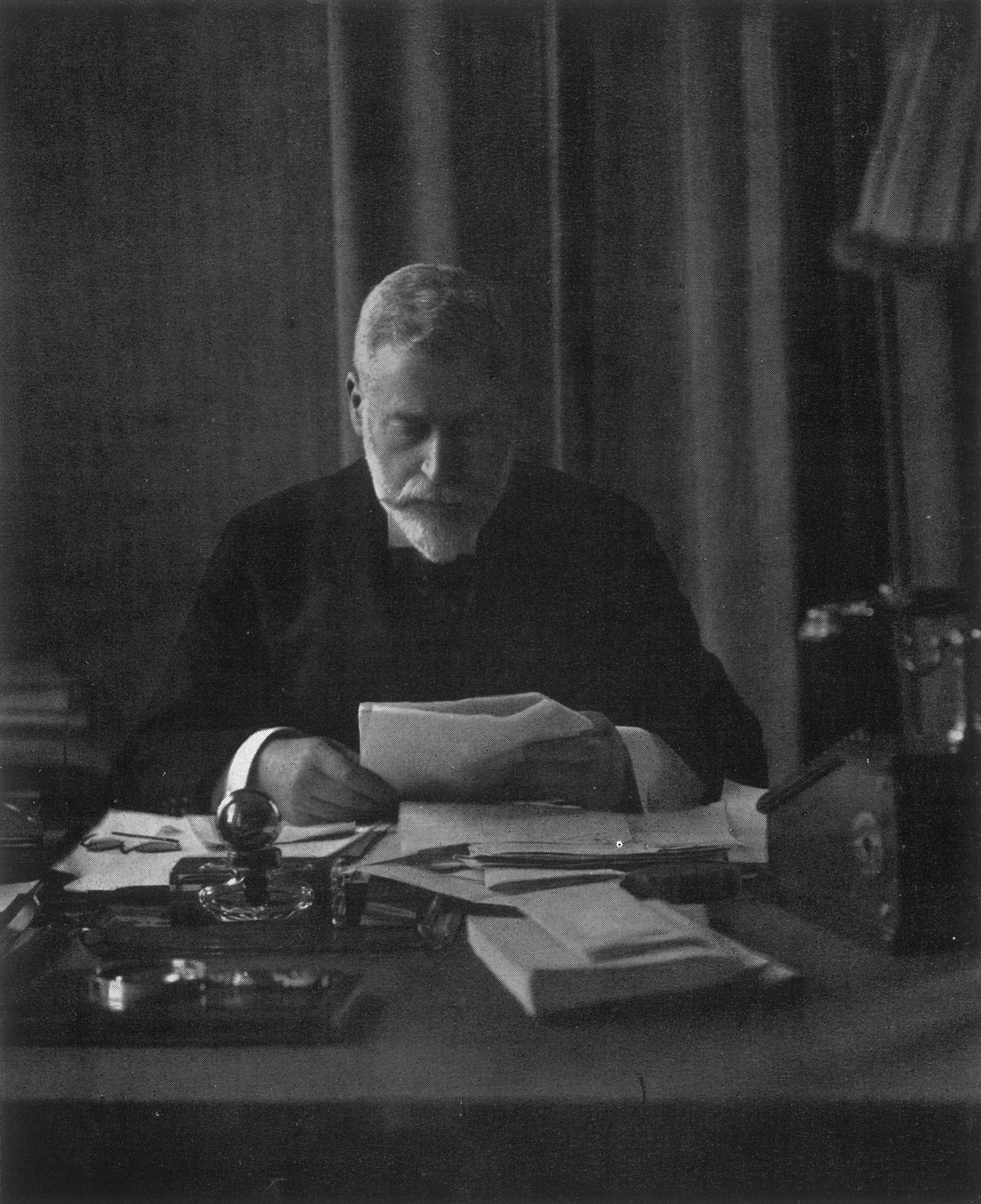
Wilhelm Merton an seinem Schreibtisch

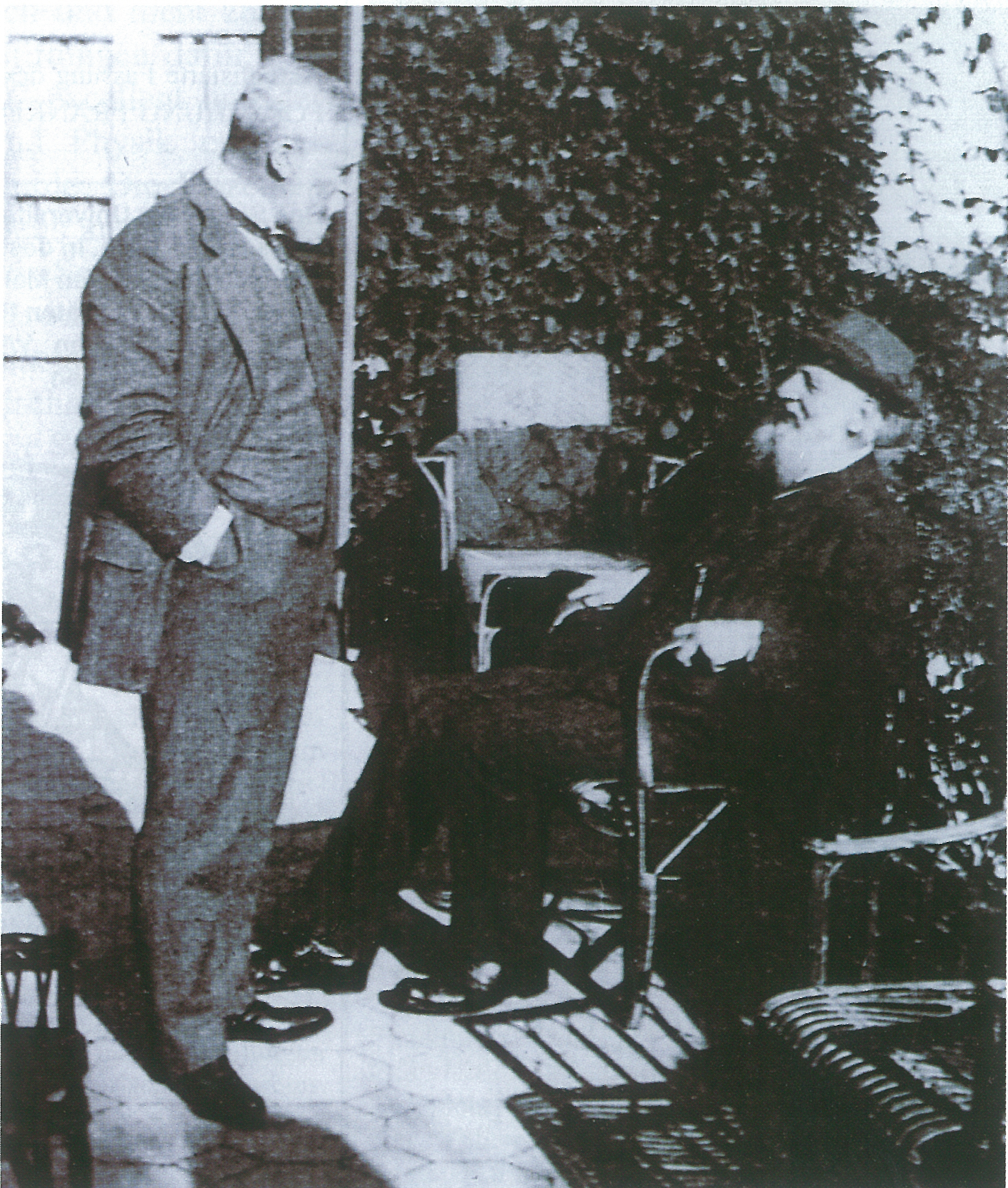
Wilhelm Merton im Gespräch mit Bürgermeister Franz Adickes 1909.

Wilhelm Merton (bis 1856: William Moses, 1856–1899: William Merton) (* 14. Mai 1848 in Frankfurt am Main; † 15. Dezember 1916 in Berlin) war ein deutscher Unternehmer, Sozialpolitiker und Philanthrop. Das Wilhelm-Merton-Zentrum an der Frankfurter Johann-Wolfgang-Goethe-Universität wurde nach ihm benannt.

## Leben
Wilhelm Merton war das achte Kind von neun Kindern des 1837 aus England nach Frankfurt am Main eingewanderten Ralph Merton (bis 1856: Raphael Lyon Moses) und seiner Ehefrau Sara Amelie Cohen. Am 5. November 1855 erhielt Ralph Moses zusammen mit seiner Familie das Bürgerrecht der Freien Stadt Frankfurt. Am 27. November 1856 erhielt er die Erlaubnis, den Namen seines Heimatortes Merton, heute ein Stadtteil von London, als Nachnamen annehmen zu dürfen. Diese Namensänderung hatte Ralph am 22. Oktober 1856 mit der Begründung beantragt, dass sein Bruder Benjamin in Manchester bereits diesen Familiennamen angenommen habe und sich der Vorname Moses nicht als Familienname eigne.
Merton besuchte das Städtische Gymnasium in Frankfurt, studierte anschließend in München und absolvierte ein Volontariat bei der Deutschen Bank in Berlin. 1877 heiratete er Emma Ladenburg (* 1859 in Frankfurt am Main, † 1939), eine Tochter des Unternehmers Emil Ladenburg (1822–1902), Mitinhaber des berühmten Bankhauses Ladenburg, und der Eugénie Halphen (1829–1866). Das Ehepaar hatte fünf Kinder, Alfred, Richard, Adolf, Walter Henry  und Gerda.
1881 gründete Merton zusammen mit Leo Ellinger (* 21. November 1852 in Frankfurt am Main; † 16. Juli 1916 ebenda), Carl Hamburger und Zachary Hochschild die Metallgesellschaft. 1899 konvertierten Merton und seine Kinder zum protestantischen Glauben. Im selben Jahr erfolgte auch die Naturalisierung der Mertons als deutsche Staatsbürger –, sie hatten bis dahin noch die englische Staatsbürgerschaft. Von nun an führte er den Namen Wilhelm Merton.
Wilhelm Merton starb am 15. Dezember 1916 in Berlin an einem Herzinfarkt, nachdem er schon längere Zeit vorher herzkrank gewesen war. Er wurde auf dem Hauptfriedhof Frankfurt bestattet. Seine Söhne übernahmen die Führung der Metallgesellschaft: Mertons ältester Sohn Alfred wurde Aufsichtsratsvorsitzender der Metallgesellschaft, der zweite Sohn Richard war später zeitweise Vorstandsvorsitzender. Wilhelm Merton ist der Ur-Ur-Großonkel der Sängerin Alice Merton.

## Wirken
Wilhelm Merton gilt insbesondere wegen seines sozialpolitischen Engagements als einer der bedeutendsten deutschen Unternehmensgründer der Wilhelminischen Epoche. In gleichem Maße wie auf dem ökonomischen Gebiet tat sich Merton in der Zeit bis zum Ersten Weltkrieg als Initiator und Gründer sozialpolitisch bedeutender Einrichtungen hervor, deren Ziel es sein sollte, auf wissenschaftlicher Grundlage zur Humanisierung der modernen Wirtschaftsgesellschaft beizutragen.
Er gründete 1890 in Frankfurt am Main das Institut für Gemeinwohl und 1901 die Akademie für Sozial- und Handelswissenschaften. Zusammen mit dem damaligen Oberbürgermeister von Frankfurt, Franz Adickes, war er die treibende Kraft bei der Gründung der Frankfurter Universität in Gestalt einer Stiftungsuniversität 1912/1914. Aus seinem eigenen Vermögen stiftete er 2,3 Millionen Mark, dazu 1914 einen Lehrstuhl für Pädagogik, zur Erinnerung an seinen im Ersten Weltkrieg gefallenen jüngsten Sohn, den Kunsthistoriker Adolf Merton (* 1886, † 1914).

## Rezeption
Durch die Einbeziehung der Ideen Mertons, eine wissenschaftliche Einrichtung zu schaffen, die den Erfordernissen der modernen Wirtschaftsgesellschaft in Ausbildung und Forschung entsprach, wurde die später so genannte Johann-Wolfgang-Goethe-Universität zu einer der damals fortschrittlichsten in Deutschland.
An Wilhelm Merton erinnert heute die Wilhelm Merton-Stiftungsprofessur und das Wilhelm Merton-Zentrum für Europäische Integration und Internationale Wirtschaftsordnung an der Frankfurter Goethe-Universität, die Wilhelm-Merton-Stiftung und das Mertonviertel in Frankfurt-Niederursel auf dem ehemaligen Gelände der Vereinigten Deutschen Metallwerke, einer Tochter der Metallgesellschaft. Nach Merton sind außerdem eine kaufmännische Berufsschule und eine Straße in Bockenheim benannt. Seit 2001 verleiht die Gontard & Metallbank-Stiftung alle drei Jahre den mit 25.000 Euro dotierten Wilhelm-Merton-Preis für Europäische Übersetzungen (2001: Walter Boehlich; 2004: Bernd Schwibs; 2007: Eva Moldenhauer und Grete Osterwald; 2010: Reinhard Kaiser; 2013: Klaus Reichert; 2016: Andrea Ott; 2019: Michael Walter; 2022: Claudia Dathe).

## Notizen
1. ↑  Merton, Walter Henry, in: Werner Röder, Herbert A. Strauss (Hrsg.): Biographisches Handbuch der deutschsprachigen Emigration nach 1933. Band 1: Politik, Wirtschaft, Öffentliches Leben. München: Saur 1980, S. 492.
2. ↑  Geburtsurkunde No. 1191 der Stadt Frankfurt am Main vom 29. November 1852, S. 656.
3. ↑  Sterberegister der Stadt Frankfurt am Main, Eintrag Nr. 966/1916 vom 17. Juli 1916, S. 368.
4. ↑  Archivierte Kopie (Memento vom 18. April 2018 im Internet Archive)
5. ↑  Osterwald, Mitglied des VdÜ, im Projekt Euregio-Schüler-Literaturpreis

| Personendaten    | Personendaten                                          |
| ---------------- | ------------------------------------------------------ |
| NAME             | Merton, Wilhelm                                        |
| ALTERNATIVNAMEN  | Moses, William (Geburtsname); Merton, William          |
| KURZBESCHREIBUNG | deutscher Unternehmer, Sozialpolitiker und Philanthrop |
| GEBURTSDATUM     | 14. Mai 1848                                           |
| GEBURTSORT       | Frankfurt am Main                                      |
| STERBEDATUM      | 15. Dezember 1916                                      |
| STERBEORT        | Berlin                                                 |